# Могошени (Бистрица-Насауд)
Могошени (рум. Mogoșeni) насеље је у Румунији у округу Бистрица-Насауд у општини Нимиђа. Oпштина се налази на надморској висини од 277 m.

## Становништво
Према подацима из 2002. године у насељу је живело 335 становника, од којих су сви румунске националности.